# Vérehulló fecskefű
A vérehulló fecskefű vagy fecskefű (Chelidonium majus) a mákfélék (Papaveraceae) családjába tartozó Chelidonium növénynemzetség egyetlen faja. Évelő gyom-, de egyben gyógynövény is. Jellemző rá, hogy bárhol megsértve narancssárga színű tejnedvet ereszt.

## Elnevezése
Chelidonium a görög chelidón = fecske szóból ered, mert addig virágzik, míg a fecskék itt vannak. Majus latinul = nagy.
További magyar, népies nevei: aranyfű, arannyal versengő (fű), burján, cinadó, cinadónia,, cinadóniafű, cinadónia(-)gódirc, gerentfű, gódavére, gódirc, kecsketej, kutyatej, mennyeiajándék, méreggyőzőfű, minden zárt feltörő (fű), nagy fecskefű, nagyobbik fecskefű, rántófű, sárga kutyatej, tejes burján, vasfű, vérehullófecske, vérehullatófű, vérhullatófű, vérefolyófű, vérehullófű, vérejárófű, veresellőfű, vereslőfű, vérrelharmatozó, vérrel harmatozó fű, versellőfű.

## Megjelenése

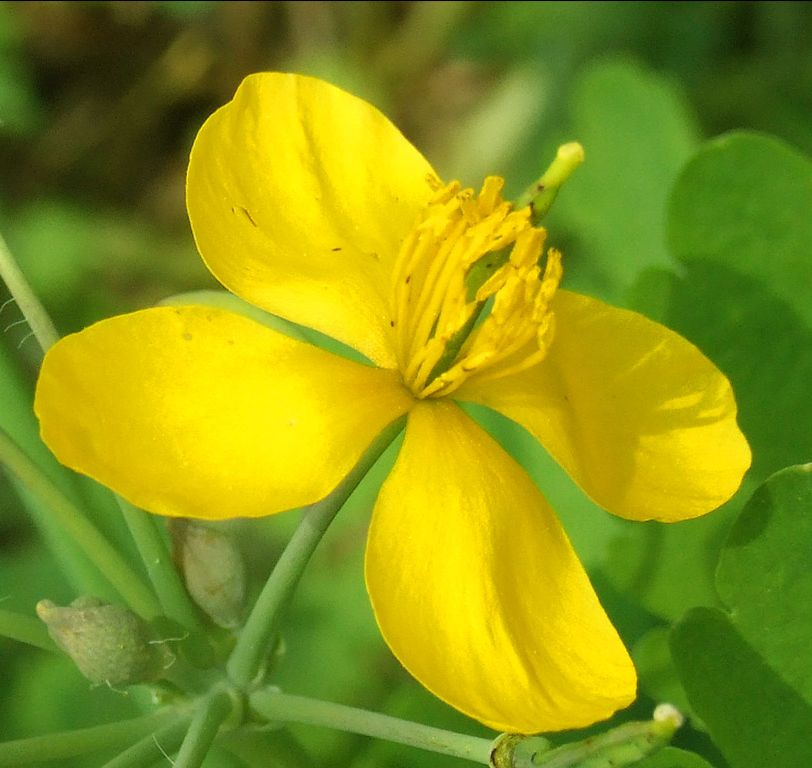
Vérehulló fecskefű virága

Gyökerei rostszerűek, gyöktörzse húsos, hengeres, kissé elágazó, többfejű és több szárat fejleszt.
Szára 30–100 cm magas, egyenes, tompán szögletes, csomós, felső részén villásan elágazó, törékeny, kékeszöld, gyéren puhaszőrű, tövén gyapjas, belül csöves.
Az első évben képződött tőlevélrózsa Levelei hosszú nyelűek, szárlevelei váltakozó állásúak, puhák, színükön világoszöldek, fonákukon kékeszöld színűek, szőrösek, rövid nyelűek vagy ülők. A levelek tövig szárnyasan szeldeltek, a szeletek részben nyelesek, ferde-tojásdadok, egyenlőtlenül durván csipkések.
Virágzata 3–8 virágú ernyős, az alsó virág alatt apró murvákkal. A virág bimbója és két csészelevele tojásdad, csónakszerű, zöldes, szőrös, már virágfakadáskor lehulló. A kinyílott virágnak 4 aranysárga színű, széles tojásdad, kb. 1–1,5 cm hosszú sziromlevele és sok porzója van. Termője húsos, hengeres; bibeszála rövid, bibéje elmosódottan kétlebenyű. Áprilistól októberig virágzik. Termése hosszú, hengeres, kopasz, becőszerű tok, amelynek két kopácsa van. Nagyszámú magva ferdén tojásdad, fénylő fekete vagy sötét olajzöld, fehér, húsos dudorral.

## Előfordulása
Erdők szélein, akácosokban, parlagon, utak, folyók, kerítések mentén, szemetes, törmelékes helyeken, kertekben, lakások körül előforduló növény.

## Felhasználása

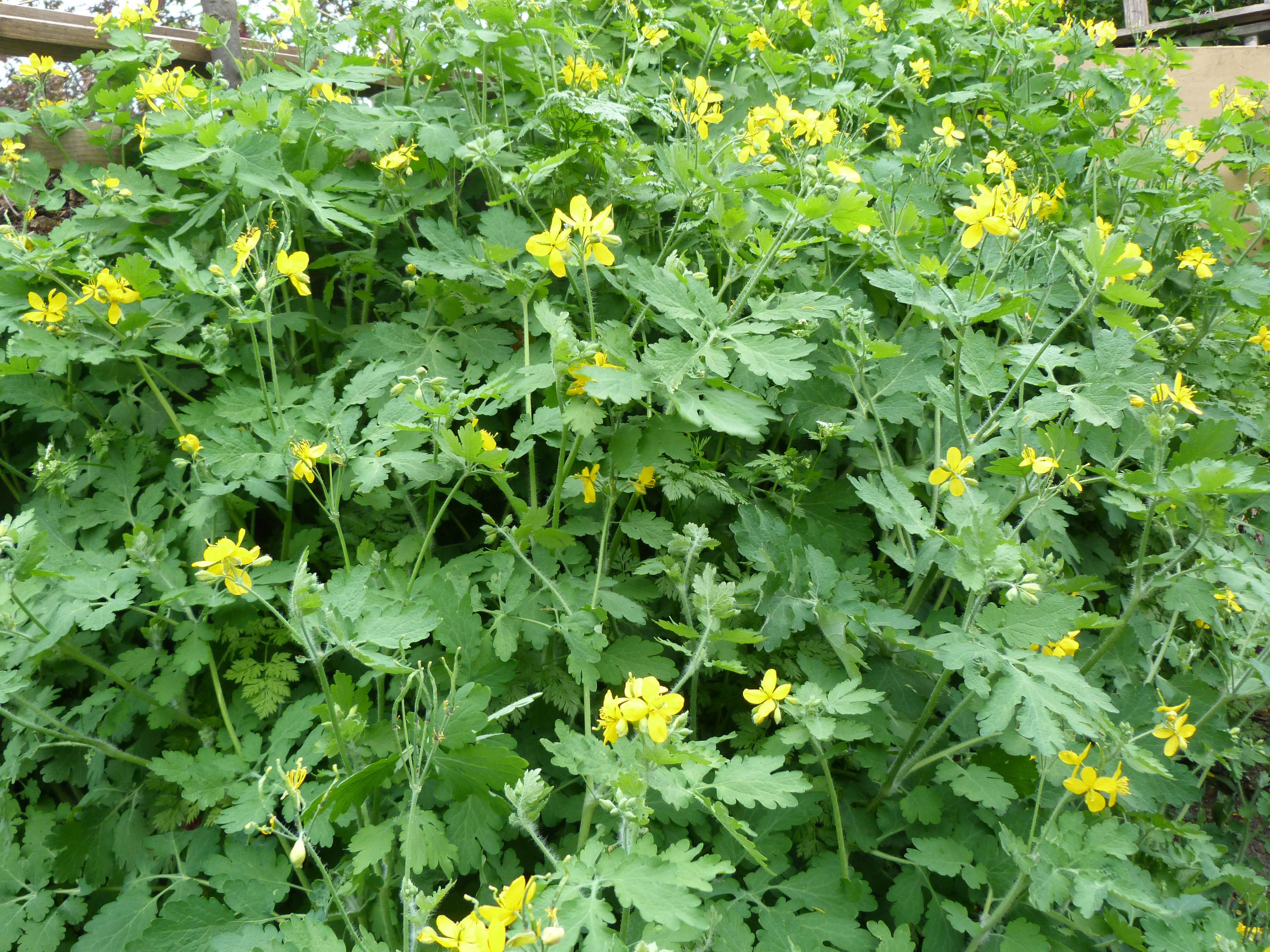
Vérehulló fecskefű

A vérehulló fecskefű erős hatású gyógynövény, nem megfelelő használata mérgezést okozhat. Hatóanyagai a sárga tejnedvben és a növényből készült drogokban egyaránt megtalálhatók. A növényt korábban a népi gyógyászat alkalmazta, mivel azonban házi felhasználása különös óvatosságot és orvosi szakértelmet, felügyeletet követel meg a mérgezés elkerülése miatt, manapság általában csak a gyógyszeripar nyersanyaga.

### Gyógyító hatása
A növény sárga színű tejnedvét használták a népi orvoslásban: külsőleg szemölcs és tyúkszem eltüntetésére, belsőleg máj- és epehólyag-betegségek gyógyításakor.
Manapság belsőleg történő felhasználása csak orvosi előírásra történhet a mérgezési veszély miatt. Külsőleg történő felhasználása szemölcsirtásra azonban alkalmazható: a frissen szedett növény tejnedve kizárólag a szemölcsre csepegtethető legfeljebb napi 2-3 alkalommal, az egészséges bőrfelületet azonban a maró tejnedv irritálhatja.
A gyógyszeripar által felhasznált drog egyrészt a növény virágos szárából – az alsó, vastagabb szárrész nélkül – (Chelidonii herba), másrészt a gyöktörzséből és gyökeréből (Chelidonii rhizoma et radix) származik. Mindkét drog több alkaloidát (pl. kelidonin, szanguinarin, keleritrin), gyantát, kevés illóolajat, C-vitamint, nikotinsavat stb. tartalmaz, azonban ezek az anyagok a gyökérből és gyöktörzsből származó drogban nagyobb koncentrációban fordulnak elő.
A kelidonin fájdalomcsillapító és görcsoldó hatású. Általában úgy tekintik, mint amely számos betegségre jó hatással van[forrás?], mindamellett gyakran használt különféle oldatokban, különösen szemölcsökre.
A fecskefűnek baktériumölő hatása van. Külsőleg a bőr kóros elváltozásai (ekcéma[forrás?], szemölcs, tyúkszem) kezelhetők vele, amit a tejnedvben található kelidonin és fehérjebontó enzimek egymást erősítő hatása okoz.

### Mérgező hatása
Nem megfelelő, vagy orvosi rendelvény nélküli használatkor a növény bármely része okozhat mérgezést, leginkább a tejnedve. A növény bármely részének belsőleg való felhasználása fokozottabb óvatosságot igényel, mint külsőleg való felhasználása. Külső használatkor mérgezési tünet lehet az, hogy a bőrön hólyagok és daganatok képződnek, de halált nem okoz. A belső használat mérgezési tünetei: rosszullét, szédülés, kábultság, gyomorégés, gyomorfájás, hányás, véres hasmenés, nagy mennyiségű vizelet ürítése, keringési zavarok, szélsőséges esetben a szervezet összeomlása és halál is bekövetkezhet. A növény drogjának belső használata légzésbénulást is okozhat mérgezési tünetként.
Terhesség alatt fogyasztani szigorúan tilos, gyermekektől távol tartandó.[forrás?]

### Hatóanyagok
Hatóanyaga: chelerythrin (sárga-vörös színű szívméreg) 0,03%, chelidonin, amelyek egyesek szerint a morfiumhoz hasonló hatású, mások szerint inkább a papaverin hatásának felel meg. Friss tejnedvében 25% gyanta van. Protopin, almasav, citromsav stb. is található benne. Nedvességtartalma 12%, hamu 10%, homok 1,2%, vizes kivonata 25%.[forrás?]
A chelerythrin sósavas sóját a gyógyászat fájdalomcsillapítónak, gyomor-, epe- és vesebántalmak esetén használja. A főzetét máj- és epebántalmak, májduzzanat, epekő esetén sikerrel használják, fájdalomcsillapító hatása is ismeretes.[forrás?]

## Képek

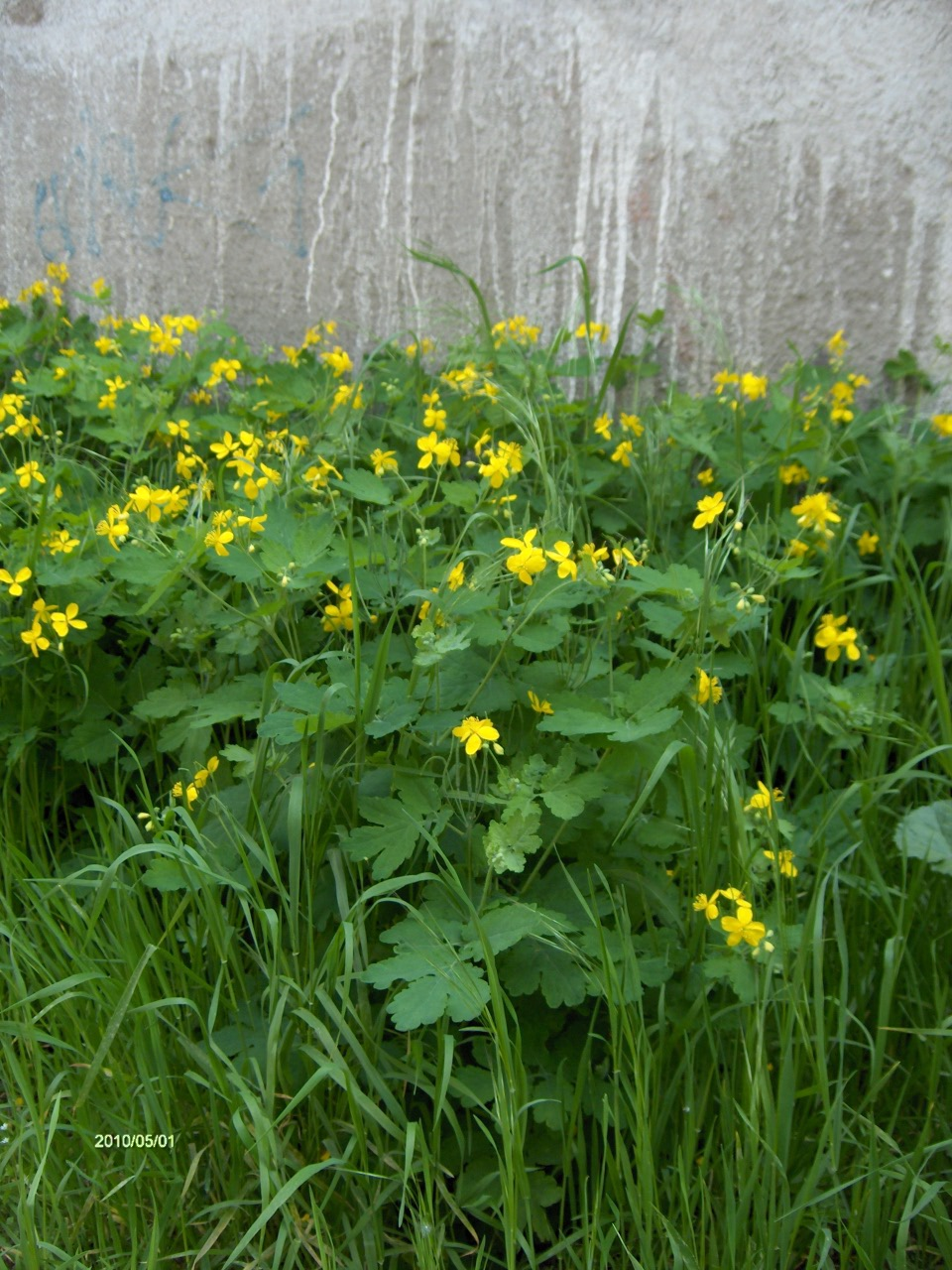
Vérehulló fecskefű városi környezetben
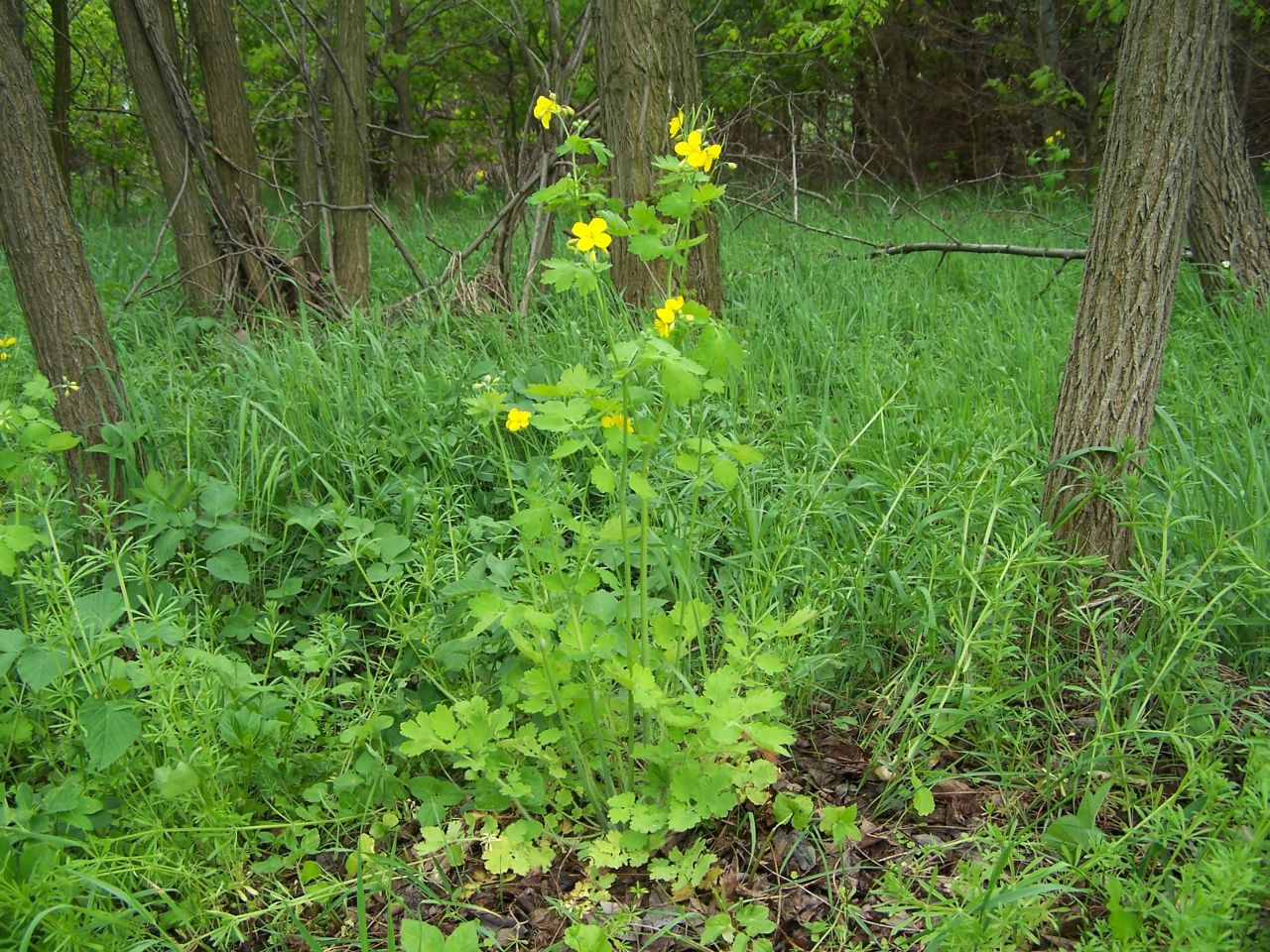
Természetes környezetben
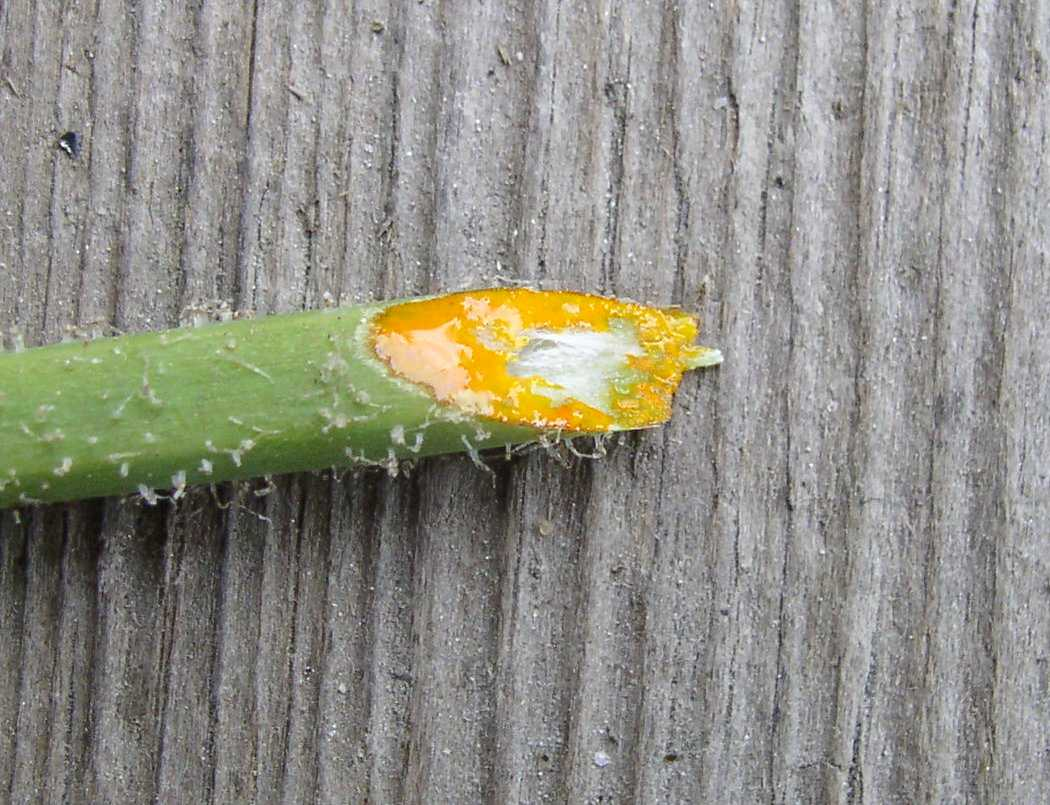
Tejnedve
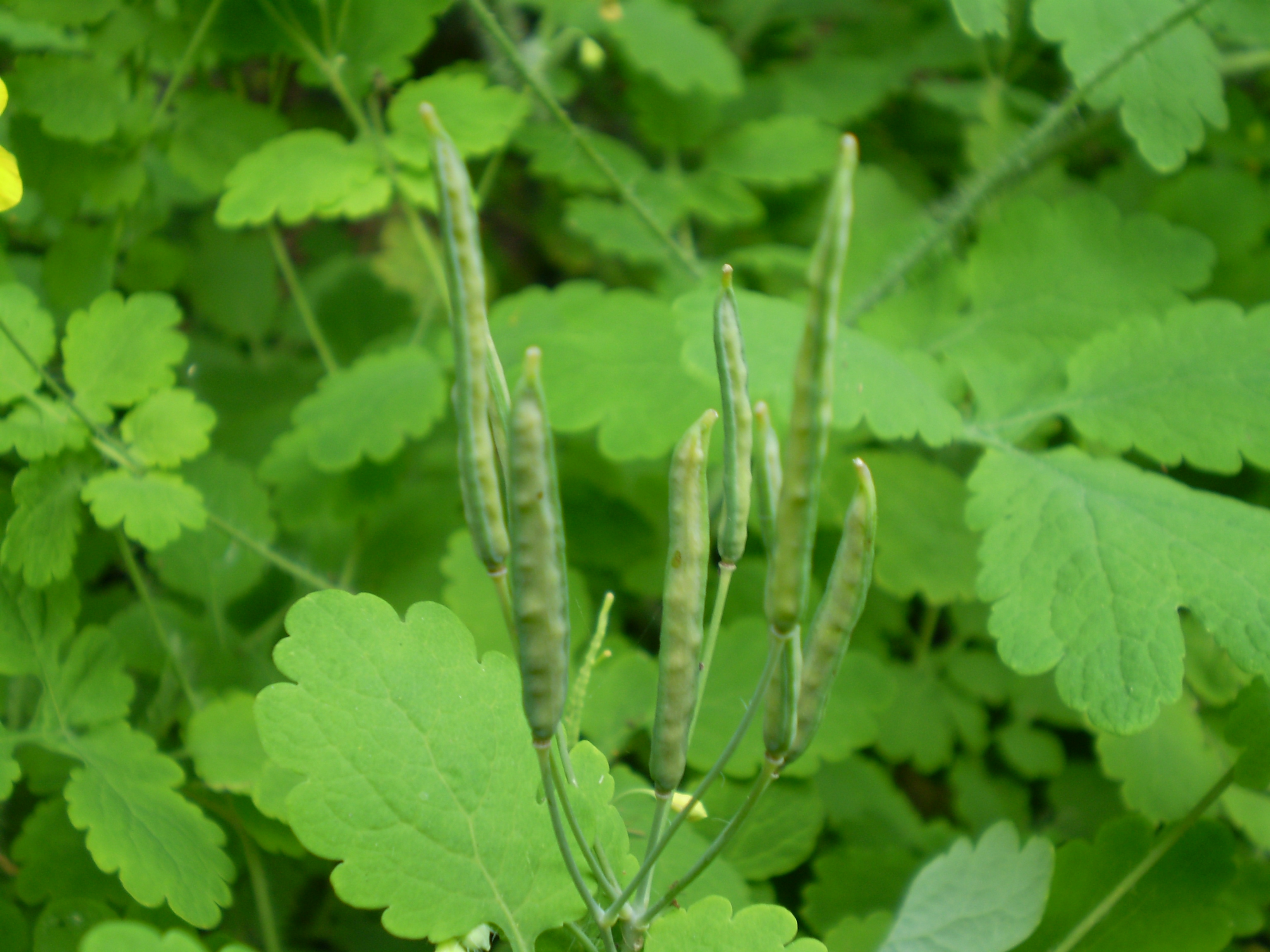
Vérehulló fecskefű termései
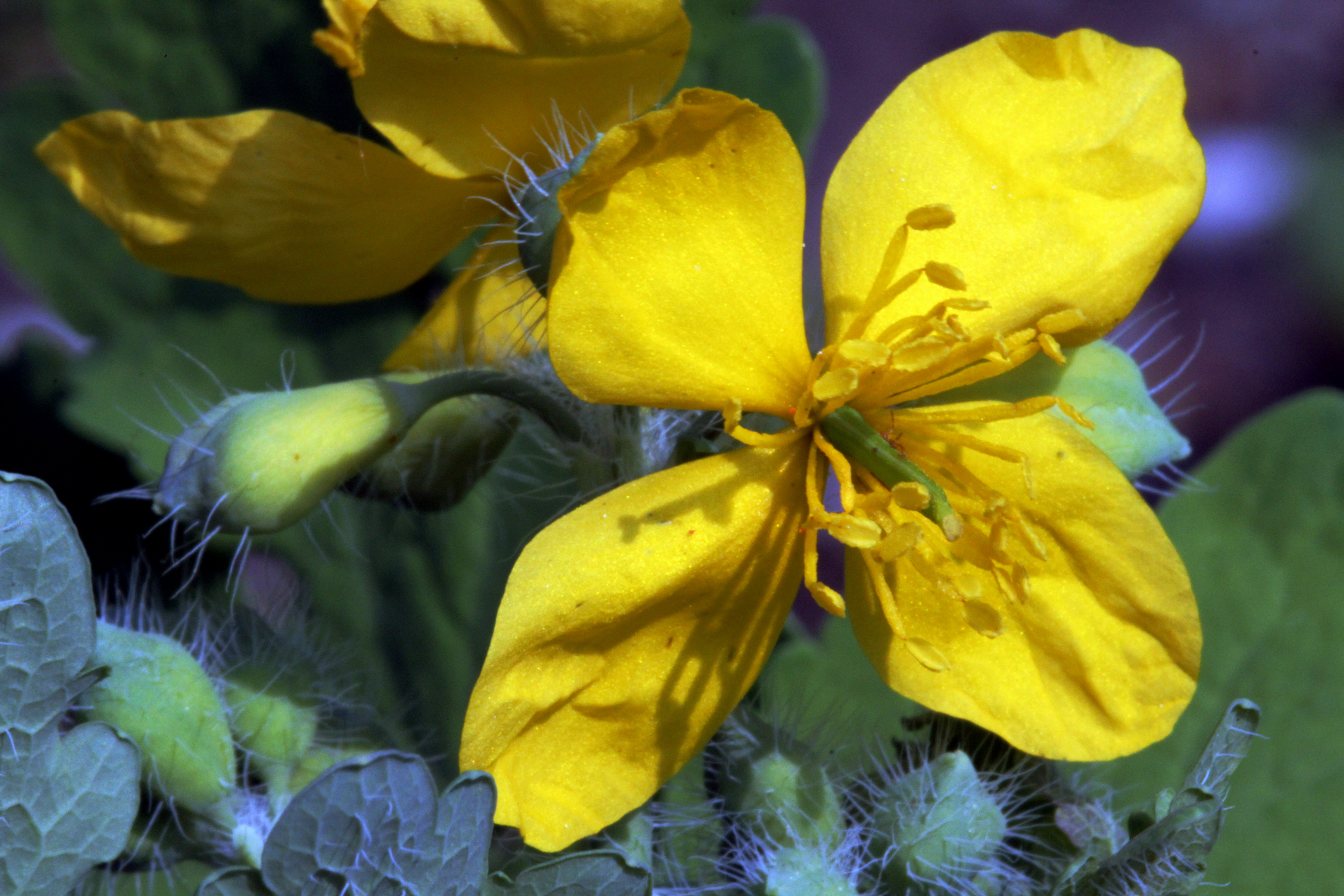
Virága

## Külső hivatkozások
- Vérehulló fecskefű 10 igazolt gyógyhatása